# Borden Classic 1974
Il Borden Classic 1974 è stato un torneo di tennis giocato sul cemento indoor. È stata la 2ª edizione del torneo, che fa parte dei Tornei di tennis femminili indipendenti nel 1974. Si è giocato ad Hirakata in Giappone, dal 18 al 26 novembre 1974.

## Campionesse

### Singolare
Chris Evert ha battuto in finale  Rosie Casals con il punteggio di 6–0, 6–2

### Doppio
Rosie Casals /  Lesley Hunt hanno battuto in finale  Julie Heldman /  Kazuko Sawamatsu con il punteggio di 6–3 6–4